# Кнессет 15-го созыва
Кнессет 15-го созыва (ивр. הכנסת החמש עשרה‎) — состав кнессета (парламента Израиля), срок действий которого продолжался с 7 июня 1999 по 17 февраля 2003 года. В этот состав вошли 15 парламентских фракций, размер которых варьировал от 26 (блок «Единый Израиль») до 2 депутатов (Национальный демократический союз, «Ам эхад»). За время работы кнессета 15-го созыва прошли внеочередные прямые выборы премьер-министра Израиля, в результате чего произошла смена правительственной коалиции: если 28-й состав правительства формировал Эхуд Барак, избранный одновременно с парламентом, то 29-й — Ариэль Шарон, победивший на прямых выборах в феврале 2001 года. Спикером кнессета на протяжении всего срока оставался Авраам Бург («Единый Израиль», затем «Авода»-«Меймад»); 31 июля 2000 года кнессет избрал на пост президента Израиля Моше Кацава («Ликуд»).

## Результаты выборов
Результаты приводятся по сайтам кнессета и МИД Израиля
Выборы в кнессет 15-го созыва состоялись 17 мая 1999 года. Из 4 285 428 граждан, имеющих право голоса, было подано 3 309 416 засчитанных голосов. При электоральном барьере в 1,5 % место в кнессете было эквивалентно 25 936 поданным голосам.
| Фракция                                   | Получено голосов | Процент от общего числа | Мест в кнессете |
| ----------------------------------------- | ---------------- | ----------------------- | --------------- |
| Единый Израиль                            | 670 484          | 20,2                    | 26              |
| Ликуд                                     | 468 103          | 14,1                    | 19              |
| ШАС                                       | 430 676          | 13,0                    | 17              |
| Мерец                                     | 253 525          | 7,6                     | 10              |
| Исраэль ба-Алия                           | 171 705          | 5,1                     | 6               |
| Шинуй                                     | 167 748          | 5,0                     | 6               |
| Партия Центра                             | 165 622          | 5,0                     | 6               |
| МАФДАЛ                                    | 140 307          | 4,2                     | 5               |
| Яхадут ха-Тора (Еврейство Торы)           | 125 741          | 3,7                     | 5               |
| Объединённый арабский список              | 114 810          | 3,4                     | 5               |
| Ихуд леуми (Национальное единство)        | 100 181          | 3,0                     | 4               |
| Наш дом Израиль                           | 86 153           | 2,6                     | 4               |
| ХАДАШ                                     | 87 022           | 2,6                     | 3               |
| БАЛАД (Национальный демократический союз) | 66 103           | 1,9                     | 2               |
| Ам эхад                                   | 64 143           | 1,9                     | 2               |

Одновременно с выборами в кнессет прошли прямые выборы премьер-министра Израиля. В выборах участвовали два кандидата: действующий премьер-министр Биньямин Нетаньяху и Эхуд Барак (кандидат от Партии Центра Ицхак Мордехай снял свою кандидатуру за день до выборов).
| Кандидат           | Партия         | Получено голосов | Процент от общего числа |
| ------------------ | -------------- | ---------------- | ----------------------- |
| Эхуд Барак         | Единый Израиль | 1 791 020        | 56,1                    |
| Биньямин Нетаньяху | Ликуд          | 1 402 474        | 43,9                    |

6 февраля 2001 года состоялись внеочередные выборы премьер-министра Израиля. В них также участвовали два кандидата: действующий премьер-министр Эхуд Барак и Ариэль Шарон. Выборы в кнессет в 2001 году не проводились.
| Кандидат     | Партия         | Получено голосов | Процент от общего числа |
| ------------ | -------------- | ---------------- | ----------------------- |
| Ариэль Шарон | Ликуд          | 1 698 077        | 62,4                    |
| Эхуд Барак   | Единый Израиль | 1 023 944        | 37,6                    |

## Состав кнессета по фракциям
| Единый Израиль / Авода-Меймад | Ликуд | ШАС | Мерец | Ихуд леуми + Наш дом Израиль | Партия Центра | Шинуй |
| --- | --- | --- | --- | --- | --- | --- |
| 1. Шимон Перес 2. Авраам Бург 3. Далия Ицик 4. Биньямин Бен-Элиэзер 5. Хаим Рамон 6. Авраам Шохат 7. Яэль Даян 8. Офир Пинес-Паз 9. Михаэль Мельхиор 10. Эфраим Снэ 11. Науаф Масалха 12. Авраам Йехезкель 13. Софа Ландвер 14. Салах Тариф 15. Шалом Симхон 16. Йоси Кац 17. Вейцман Шири 18. Эли Бен-Менахем 19. Колет Авиталь 20. Эфи Ошайя 21. Эйтан Кабель 22. →Далия Рабин-Пелософ 23. Йехуда Гилад 24. Орит Нокед 25. Цали Решеф 1. ←Йоси Бейлин 2. ←Матан Вильнаи 3. ←Узи Барам 4. ←Эли Гольдшмидт 5. ←Эхуд Барак 6. ←Максим Леви 7. ←Шломо Бен-Ами 8. ←Раанан Коэн 9. ←Давид Леви 10. ←Мордехай Мишани | 1. Сильван Шалом 2. Лимор Ливнат 3. Меир Шитрит 4. Гидеон Эзра 5. Наоми Блюменталь 6. Ариэль Шарон 7. Узи Ландау 8. Реувен Ривлин 9. Дани Наве 10. Цахи Ханегби 11. Исраэль Кац 12. Михаэль Эйтан 13. Моше Аренс 14. Авраам Гиршзон 15. Ципи Ливни 16. Аюб Кара 17. Юваль Штайниц 18. Зеэв Бойм 19. Эли Коэн 20. →Йехиэль Ласри 21. →Рони Мило 1. ←Биньямин Нетаньяху 2. ←Моше Кацав 3. ←Йехошуа Маца | 1. Арье Гамлиэль 2. Элияху Свиса 3. Эли Ишай 4. Шломо Бенизри 5. Ицхак Коэн 6. Амнон Коэн 7. Нисим Дахан 8. Давид Азулай 9. Ицхак Вакнин 10. Рахамим Мелуль 11. Мешулам Нахари 12. Ицхак Сабан 13. Нисим Зеэв 14. Яир Перец 15. Офер Хуги 16. Ицхак Гагула 17. Пинхас Цабри 1. ←Давид Таль | 1. Йоси Сарид 2. Ран Коэн 3. Анат Маор 4. Захава Гальон 5. Авшалом Вилан 6. Илан Гилон 7. Наоми Хазан 8. Хусния Джабара 9. Моси Раз 10. Узи Эвен 1. ←Хаим Орон 2. ←Амнон Рубинштейн | 1. Бени Элон 2. Цви Гендель 3. Элиэзер Коэн 4. Авигдор Либерман 5. Михаил Нудельман 6. Юрий Штерн 7. Ури Ариэль 1. ←Ханан Порат 2. ←Рехавам Зеэви 3. ←Михаэль Кляйнер | 1. Дан Меридор 2. Нехама Ронен 3. Давид Маген 1. ←Амнон Липкин-Шахак 2. ←Ури Савир 3. ←Ицхак Мордехай 4. ←Далия Рабин-Пелософ 5. ←Йехиэль Ласри 6. ←Рони Мило | 1. Йосеф Лапид 2. Авраам Пораз 3. Йехудит Наот 4. Йосеф Парицкий 5. Элиэзер Зандберг 6. Виктор Браиловский |
| Исраэль ба-Алия | Объединённый арабский список | Яхадут ха-Тора | МАФДАЛ | ХАДАШ | БАЛАД | Ам эхад |
| 1. Натан Щаранский 2. Юлий Эдельштейн 3. Марина Солодкина 4. Геннадий Ригер 1. ←Роман Бронфман 2. ←Александр Цинкер | 1. Абдель-Малек Дахамше 2. Талеб аль-Сана 1. ←Хашем Махамид 2. ←Тауфик Хатиб 3. ←Мухаммед Канан | 1. Меир Поруш 2. Авраам Равиц 3. Яаков Лицман 4. Моше Гафни 5. Шмуэль Альперт | 1. Хаим Друкман 2. Шауль Яалом 3. Игаль Биби 4. Звулун Орлев 5. Нахум Лангенталь 1. ←Ицхак Леви                                                                                     | 1. Мухаммед Бараке 2. Иссам Махуль 3. Тамар Гужански | 1. ←Ахмед Тиби 2. ←Азми Бишара | 1. Амир Перец 2. Хаим Кац                                                                                  |
| Национальная арабская партия | Гешер | Демократический выбор | Арабское движение за обновление (ТААЛ) | Херут | Национальное демократическое собрание | Национальное единство — Национальный прогрессивный альянс                                                  |
| 1. →Тауфик Хатиб 2. →Мухаммед Канан | 1. →Давид Леви 2. →Мордехай Мишани | 1. →Роман Бронфман 2. →Александр Цинкер | 1. →Ахмед Тиби | 1. →Михаэль Кляйнер | 1. →Азми Бишара | 1. →Хашем Махамид                                                                                          |

## Центральные даты
- 6 июля 1999 года — спикером кнессета избран Авраам Бург («Единый Израиль»). Бург выдвинул свою кандидатуру на этот пост после того, как Эхуд Барак не включил его в состав формируемого правительства, и убедительно победил Шалома Симхона, кандидатуру которого поддерживал Барак. При голосовании депутатов кнессета Бург получил более 100 голосов из 120[4]
- 6 июля 1999 года — приведено к присяге 28-е правительство Израиля (премьер-министр Эхуд Барак)
- 12 октября 1999 — на пленарном заседании кнессета выступил президент Италии Карло Адзельо Чампи
- 27 декабря 1999 года — утверждён национальный бюджет на 2000 год
- 15 февраля 2000 года — на пленарном заседании кнессета выступил президент Германии Йоханнес Рау
- 31 июля 2000 года — кнессет избрал Моше Кацава президентом Израиля[5]
- 7 марта 2001 года — приведено к присяге 29-е правительство Израиля (премьер-министр Ариэль Шарон)
- 28 марта 2001 года — с большим опозданием утверждён национальный бюджет на 2001 год[6], в котором была существенно урезана расходная часть в связи с мировым кризисом отрасли высоких технологий и началом интифады Аль-Аксы, отрицательно сказавшейся на состоянии израильской экономики[5]
- 17 июля 2001 года — кнессет посетил премьер-министр Румынии Адриан Нэстасе
- 13 августа 2001 года — началось строительство нового крыла здания кнессета[6]
- 5 февраля 2002 года — утверждён национальный бюджет на 2002 год
- 17 декабря года — утверждён национальный бюджет на 2003 год
- 28 января 2003 года — состоялись выборы в кнессет 16-го созыва

## Законодательство
В общей сложности членами 15-го созыва кнессета было подано 4236 частных законопроектов — рекорд для всех созывов до того момента. Из этих законопроектов статус закона получили 239. Статус закона также получили 162 законопроекта, поданных правительством, и 39 законопроектов, поданных комиссиями кнессета.
После избрания Ариэля Шарона премьер-министром кнессет по его инициативе 7 марта 2001 года отменил прямые выборы премьер-министра и почти полностью вернул Основной закон о правительстве к его форме до принатия поправки о прямых выборах.
15 июля 2002 года были внесены поправки в Основной закон о государственном хозяйстве, касающиеся законодательных инициатив, реализация которых требует поддержки из бюджета. Согласно этим поправкам, частному законопроекту, не поддерживаемому правительством и требующему бюджетных затрат в размере 5 млн шекелей и более в год, требуется поддержка не менее 50 депутатов кнессета, чтобы стать законом. Эта поправка была, среди прочего, вызвана обилием частных законопроектов, поданных в этом созыве кнессета.
В 2002 году был принят закон, определявший условия отсрочки призыва на военную службу для учащихся ультраортодоксальных иешив. В основу закона были положены рекомендации комиссии во главе с Цви Талем, и поэтому он получил неофициальное название «закон Таля».
Была создана специальная комиссия кнессета по иностранным рабочим, количество которых значительно возросло после начала интифады Аль-Аксы и снижения числа палестинских рабочих, занятых в хозяйстве Израиля. По инициативе спикера Авраама Бурга при кнессете были учреждены Исследовательско-информационный центр (2000) и Комиссия по будущим поколениям (март 2001). 25 октября 1999 года было утверждено создание комиссии по расследованию разрушения моста во время церемонии открытия 15-й Маккабиады, а 4 февраля 2002 года — парламентской комиссии по расследованию транспортных происшествий. Были приняты решения об открытии больницы в Ашдоде и учреждении поста омбудсмана по жалобам на действия судей.
Другие ключевые законы включали Закон о правах учащегося (2000), Закон о правах жертв преступлений (2001), Закон о правительстве (2001), Закон о предотвращении домогательств с угрозами (2001) и 25-ю поправку в Закон о телекоммуникациях («закон Безека»). Правительственный проект радикальных налоговых реформ, включавший введение налогов на доходы с вложений в сберегательные программы и ценные бумаги, а также налога на наследство, не был ратифицирован, столкнувшись с массовым противодейстием депутатов.

## Комментарии
1. 1 2  Перешла в «Аводу» из Партии Центра в мае 2001 года
2. ↑  Йоси Бейлин передал мандат 17 ноября 1999 года Эли Бен-Менахему
3. ↑  Матан Вильнаи передал мандат 17 ноября 1999 года Колет Авиталь
4. ↑  Узи Барам передал мандат 15 февраля 2001 года Эфи Ошайе
5. ↑  Эли Гольдшмидт передал мандат 15 февраля 2001 года Мордехаю Мишани
6. ↑  Эхуд Барак передал мандат 9 марта 2001 года Эйтану Кабелю
7. ↑  Максим Леви передал мандат 5 июня 2002 года Йехуде Гиладу
8. ↑  Шломо Бен-Ами передал мандат 11 августа 2002 года Орит Нокед
9. ↑  Раанан Коэн передал мандат 21 августа 2002 года Цали Решефу
10. 1 2 3 4  Вышел из блока «Единый Израиль», создав фракцию «Гешер»
11. 1 2 3 4  Перешёл в «Ликуд» из Партии Центра в ноябре 2002 года
12. ↑  Биньямин Нетаньяху передал мандат 6 июля 1999 года Ювалю Штайницу
13. ↑  Моше Кацав передал мандат 31 июля 2000 года Зеэву Бойму
14. ↑  Йехошуа Маца передал мандат 22 февраля 2002 года Эли Коэну
15. ↑  Давид Таль передал мандат 14 ноября 2002 года Пинхасу Цабри
16. ↑  Хаим Орон передал мандат 25 февраля 2000 года Моси Разу
17. ↑  Хаим Орон передал мандат 31 октября 2002 года Узи Эвену
18. ↑  Ханан Порат передал мандат 20 октября 1999 года Цви Генделю
19. ↑  Рехавам Зеэви убит 17 октября 2001 года, его место в кнессете занял Ури Ариэль
20. 1 2  Сформировал одномандатную фракцию «Херут» после объединения партий «Национальное единство» и «Наш дом Израиль»
21. ↑  Амнон Липкин-Шахак передал мандат 8 марта 2001 года Нехаме Ронен
22. ↑  Ури Савир передал мандат 8 марта 2001 года Давиду Магену
23. ↑  Ицхак Мордехай передал мандат 28 марта 2001 года Йехиэлю Ласри
24. 1 2 3 4  Вышел из фракции «Исраэль ба-Алия», создав фракцию «Демократический выбор»
25. 1 2  Вышел из Объединённого арабского списка и сформировал одномандатную фракцию
26. 1 2 3 4  Вышел из Объединённого арабского списка и сформировал Национальную арабскую партию
27. ↑  Ицхак Леви передал мандат 15 июля 1999 года Нахуму Лангенталю
28. 1 2 3 4  Вышел из фракции БАЛАД и сформировал одномандатную фракцию